# Idioma maguindánao

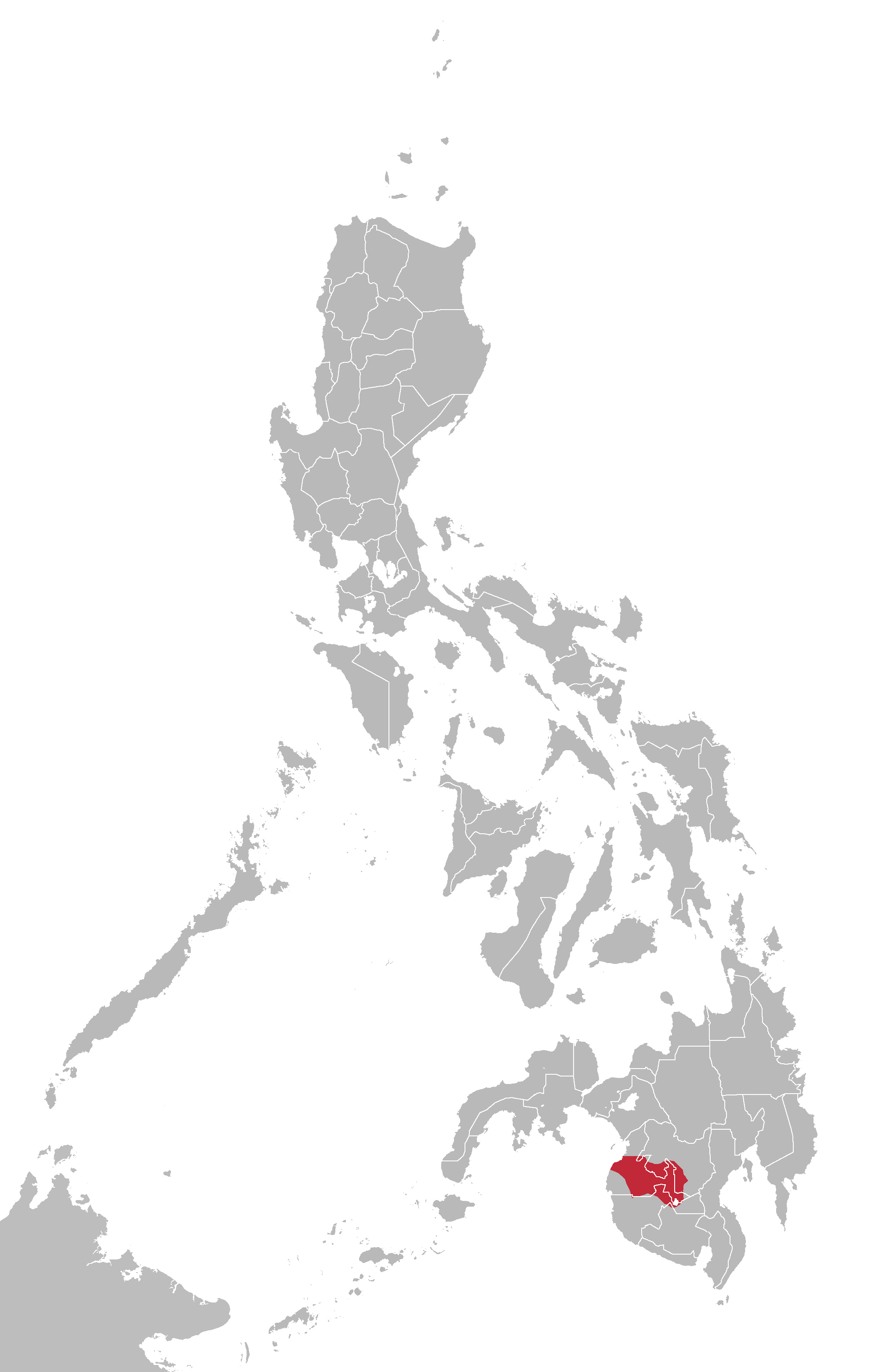
Lugares de habla maguindánao

Maguindánao es una lengua austronesia de escritura latina hablada por la mayoría de la población de la provincia filipina de Maguindánao.

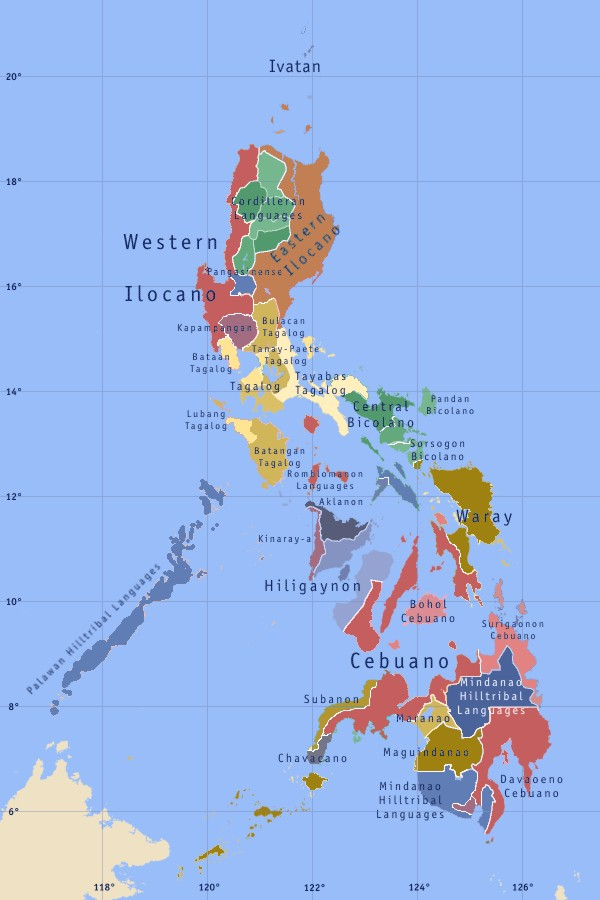
Mapa lingüístico de Filipinas

También se habla por minorías en diferentes partes de Mindanao, como son las ciudades de Zamboanga, Dávao y General Santos, así como en las provincias de Cotabato del Norte, Sultán Kudarat, Cotabato del Sur, Sarangani, Zamboanga del Sur, Zamboanga-Sibuguey, así como en Gran Manila.
Los maguindánaos, cuyo nombre significa "pueblo de la llanura", forman parte de la nación mora en Filipinas.